# Moschettieri del re - La penultima missione
Moschettieri del re - La penultima missione è un film italiano del 2018 diretto da Giovanni Veronesi.
Il film, scritto da Giovanni Veronesi e Nicola Baldoni, si ispira ai celebri romanzi I tre moschettieri e  Vent'anni dopo di Alexandre Dumas.

## Trama
La regina di Francia, Anna d'Asburgo, viaggia per convocare nuovamente, dopo molti anni, i tre moschettieri per una missione contro Mazzarino. Incontra quindi D'Artagnan, che è diventato un allevatore di maiali, e lo convince a contattare i vecchi compagni. D'Artagnan si reca dunque da Athos, che ormai vive dedito solo al sesso, benché malato di sifilide, per poi andare a rintracciare insieme Aramis, che vive come un frate per sfuggire ai debiti di gioco. Infine vanno da Porthos, ormai dedito all'alcool e all'oppio.
Alla corte reale la regina spiega loro che Mazzarino perseguita violentemente gli Ugonotti e vuole far saltare il porto da cui si imbarcano le stesse famiglie ugonotte per l'Inghilterra. La regina chiede loro di intervenire ed evitare la strage. Dopo aver cenato con Luigi XIV, che risulta essere un sovrano viziato e circondato da numerose cortigiane, partono in missione per trovare Cicognac, la persona che può trasportarli al porto segreto e imbarcarli. Durante il tragitto si fermano in una taverna per la notte, dove affrontano le spie di Mazzarino. Trovato Cicognac, che in realtà è una donna, si accordano la notte per l'imbarco, ma cadono nella trappola di Mazzarino che, venuto a conoscenza del luogo, manda un gruppo di suoi scagnozzi, che però vengono sconfitti. Mazzarino allora manda la "crepuscolare" Milady, la cortigiana con cui tiene sotto controllo Luigi XIV, che li incontra sulla strada per il porto e finge di essere in difficoltà con la sua carrozza. Aiutata dai moschettieri, Milady prepara loro un tranello durante la notte che, anche in questo caso, non riesce.
Mazzarino riferisce alla regina della morte dei moschettieri, ma lei, incredula, manda Olimpia, la sua ancella, a verificare. Olimpia li trova vivi e Mazzarino, escogitando un tentativo estremo, fa rapire il re dando la colpa agli Ugonotti. Per salvare il re, la regina manda di nuovo Olimpia a rintracciarli. I moschettieri trovano il re al confine con la Spagna e lo liberano, ma Servo Muto, l'aiutante muto incapace di provare dolore che ha accompagnato i quattro moschettieri nella loro missione, si sacrifica per salvare il re. Viene scoperto infine che il tutto è stato immaginato da un bambino che, leggendo un libro intitolato 'I moschettieri del Re', ha dato i volti di tutti i membri della sua famiglia disfunzionale ai personaggi, per superare il dolore per la morte dello zio Sergio, proprio il Servo Muto del racconto, di cui si stanno celebrando i funerali.

## Produzione
Il film è stato girato prevalentemente in Basilicata: Matera, Montescaglioso, i calanchi di Aliano, il parco di Gallipoli Cognato, le Dolomiti lucane e Pietrapertosa, il Vulture-Melfese tra Venosa e Melfi, Marsicovetere, Viggiano, Marsico Nuovo "Piana del Lago" e Grottole, col supporto della regione Basilicata e della Lucana Film Commission.
Altre scene sono state girate nel Palazzo Reale di Genova e nel Palazzo Chigi di Ariccia.

## Distribuzione
Il film è stato distribuito nelle sale italiane a partire dal 27 dicembre 2018.

## Colonna sonora
La colonna sonora è scritta dai Gratis Dinner, gruppo formato da Luca Medici, Giuseppe Saponari e Antonio Iammarino.

## Riconoscimenti
- 2019 - Premio Flaiano[7]
  - Migliore interpretazione maschile a Rocco Papaleo

## Sequel
Nel 2020 viene distribuito il sequel Tutti per 1 - 1 per tutti, primo film Sky Original che va in onda la sera del 25 dicembre su Sky Cinema.